# Barry Gordine
Barry Gordine (sinh ngày 1 tháng 9 năm 1948) là một thủ môn bóng đá người Anh đã giải nghệ thi đấu ở Football League cho Oldham Athletic.